# Misa crismal

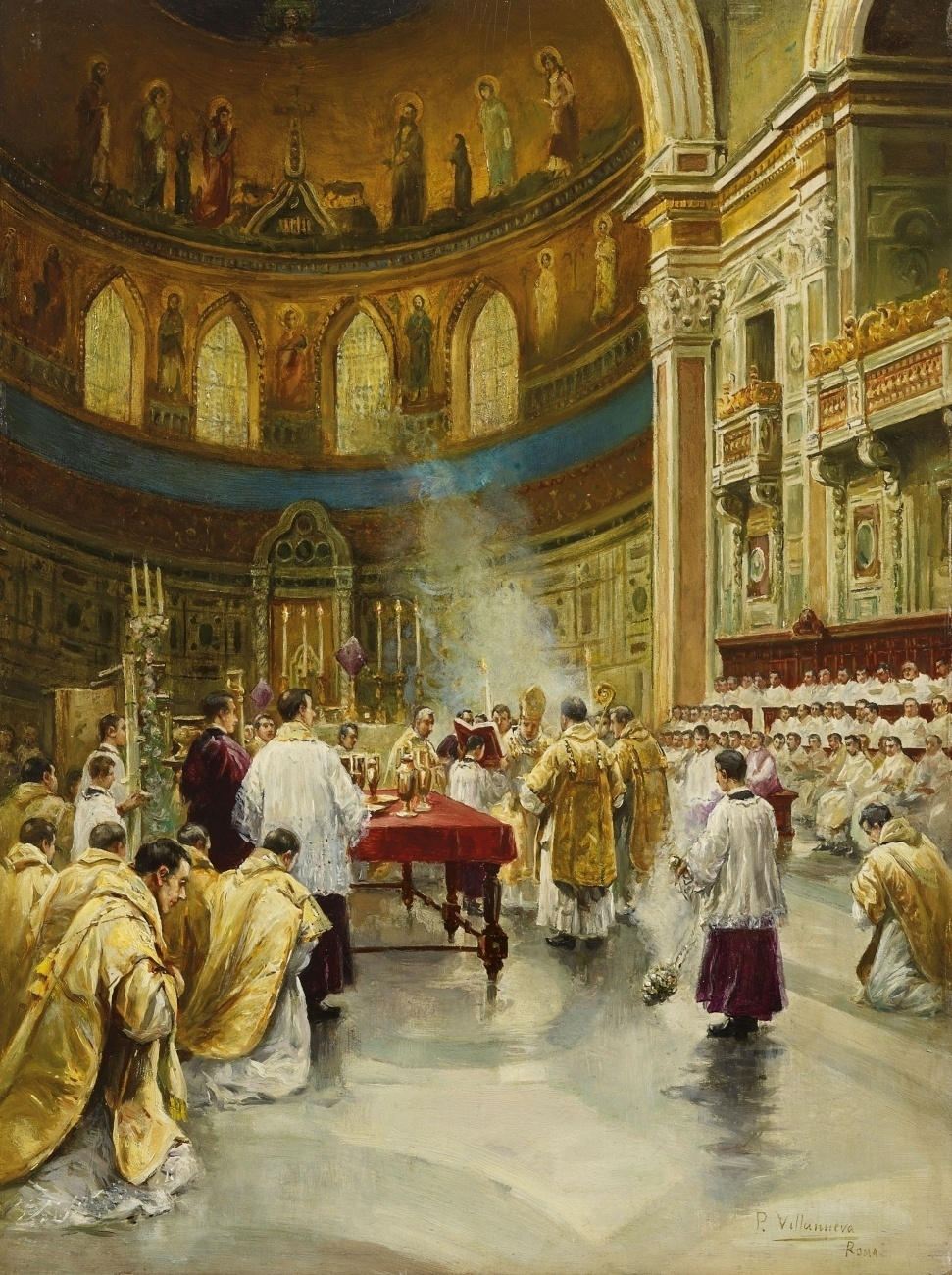
Bendición del Crisma el Jueves Santo en la Basílica de Letrán. Firmado P. Villanueva, hacia 1900

La misa crismal es un servicio religioso que se celebra en ciertas confesiones cristianas, como el catolicismo, el luteranismo y el anglicanismo. Suele celebrarse cada año el Jueves Santo o en otro día de la Semana Santa. Durante la ceremonia se bendicen o consagran los óleos sagrados utilizados para los sacramentos y rituales.

## Historia
La misa crismal es una de las liturgias más solemnes e importantes del calendario litúrgico cristiano. La antigua Tradición Apostólica Cristiana (c. 200 d. C.) describía una «ceremonia que tenía lugar durante la Vigilia Pascual en la que se bendecían dos santos óleos y se consagraba uno». Durante este rito, dos óleos eran «bendecidos por el obispo: el óleo de los enfermos y el óleo del exorcismo».

## Ceremonia
El Jueves Santo es el día habitual en que se celebra esta misa en una diócesis o archidiócesis. Durante esta misa se consagran o bendicen los Santos Óleos. Los Santos Óleos son:
- Crisma - utilizado en los sacramentos del Bautismo, la Confirmación y el Orden, así como para la consagración de los altares y la dedicación de las iglesias.[4]
- el óleo de los catecúmenos (antiguamente conocido como óleo del exorcismo) - también utilizado en el sacramento del Bautismo, y
- el Óleo de los Enfermos - utilizado únicamente en el rito de la Unción de los Enfermos

El Óleo de los Catecúmenos y el Óleo del Crisma se utilizan el Sábado Santo durante la Vigilia Pascual para el bautismo y la confirmación de adultos o niños mayores de 10 años que desean entrar plenamente en la Iglesia.
El santo crisma es una mezcla de aceite de oliva y bálsamo, una resina aromática. El bálsamo se vierte en el aceite, lo que le confiere un olor dulce destinado a recordar a quienes lo encuentran el «olor a santidad» al que están llamados a aspirar quienes son marcados con él. El obispo sopla sobre el recipiente que contiene el crisma, gesto que simboliza al Espíritu Santo que desciende para consagrar este óleo, y recuerda la acción de Jesús en el relato evangélico de Juan 20, 22, cuando sopló sobre los apóstoles y dijo: «Recibid el Espíritu Santo...». Los sacerdotes que concelebran la misa extienden las manos hacia el vaso que contiene el crisma y rezan en silencio la «oración de consagración» elegida, mientras el obispo la pronuncia sobre el crisma.

## Tradiciones por denominación cristiana

### Catolicismo
Antiguamente, en la tradición litúrgica latina, el Jueves Santo se celebraba una misa especial, la Misa crismal. Pero, como señaló Prosper Guéranger en su Año Litúrgico (escrito en el siglo XIX), “desde hace muchos siglos, esta gran ceremonia se celebra en una sola misa, que se hace en este día en conmemoración de la Cena del Señor”. Durante el pontificado del Papa Pío XII, se promulgó una misa separada para la bendición de los Santos Óleos.
La bendición de los óleos se celebra tradicionalmente en la catedral diocesana o arquidiocesana y generalmente se lleva a cabo en la mañana del Jueves Santo. Sin embargo, por razones prácticas, muchas diócesis celebran esta misa en otro día durante la Semana Santa. A menudo es la reunión anual más grande de clérigos y fieles que se lleva a cabo en la mayoría de las diócesis. En algunas diócesis, la asistencia es lo suficientemente significativa como para que, debido a la limitación de asientos, se distribuyan boletos a las parroquias. La misa es una celebración de la institución del sacerdocio con las palabras de Jesús en la Última Cena: "Haced esto en memoria mía". Durante la misa, todos los presentes están llamados a renovar sus promesas bautismales; los sacerdotes y diáconos (los ordenados) están además llamados a reafirmar su ministerio renovando las promesas hechas en su ordenación.
La misa toma su nombre de la bendición de los santos óleos utilizados en los sacramentos durante todo el año, que luego se entregan a los sacerdotes o ministros laicos extraordinarios para que los lleven a sus parroquias. Durante la parte de la Misa crismal llamada Rito de recepción de los óleos, los representantes de cada parroquia diocesana/arquidiocesana reciben los tres óleos. Esto significa la unidad de cada parroquia con su obispo, arzobispo o cardenal. Siempre que se utilizan los santos óleos, está simbólicamente presente el ministerio del obispo que los bendijo y los consagró. Los aceites distribuidos están destinados a durar todo el año, aunque también se bendice aceite extra durante la misa y se guarda en la catedral como reserva si se agota en una parroquia.
El servicio es una restauración de 1967 del rito registrado a principios de los años 200 por el historiador Hipólito de Roma, quien escribe sobre una ceremonia que tuvo lugar durante la Vigilia pascual en la que se bendijeron dos óleos sagrados y se consagró uno. En el siglo V, la ceremonia de los óleos se traslada de la Vigilia pascual al Jueves Santo. Se instituyó una misa separada para ese propósito y se hizo distinta de la Misa de la Cena del Señor. El cambio tuvo lugar no solo debido a las grandes multitudes que se reunieron para la Vigilia pascual en la noche del Sábado Santo, sino para enfatizar completamente la institución de Cristo del sacerdocio ordenado durante lo que tradicionalmente se llama La Última Cena. En el decreto que renueva este rito, el Papa Pablo VI dijo: “La Misa Crismal es una de las principales expresiones de la plenitud del sacerdocio del obispo y significa la cercanía de los sacerdotes con él”.

## Luteranismo
El Jueves Santo, los luteranos celebran la Misa crismal, que es presidida por un obispo. En la Misa crismal se bendicen los santos óleos y el clero renueva sus votos.

## Anglicanismo
El Libro de Oración Común de 1979 (p. 307) pide que el obispo consagre el crisma. Esto se puede hacer cuando el obispo está presente en la parroquia para la Confirmación. En muchas diócesis, la consagración del crisma por parte del obispo se puede hacer en un servicio de reafirmación de votos de ordenación durante la Semana Santa. Similar al ritual católico, durante la Eucaristía crismal, el obispo bendecirá los aceites usados durante el próximo año para bautismos y curaciones. Además, el obispo y el clero presente reafirmarán sus votos de ordenación.